# Renault R202
La Renault R202 è una vettura di Formula 1, costruita dal team Renault per disputare il campionato mondiale di Formula 1 2002.

## Contesto

### Il ritorno di Renault come costruttore

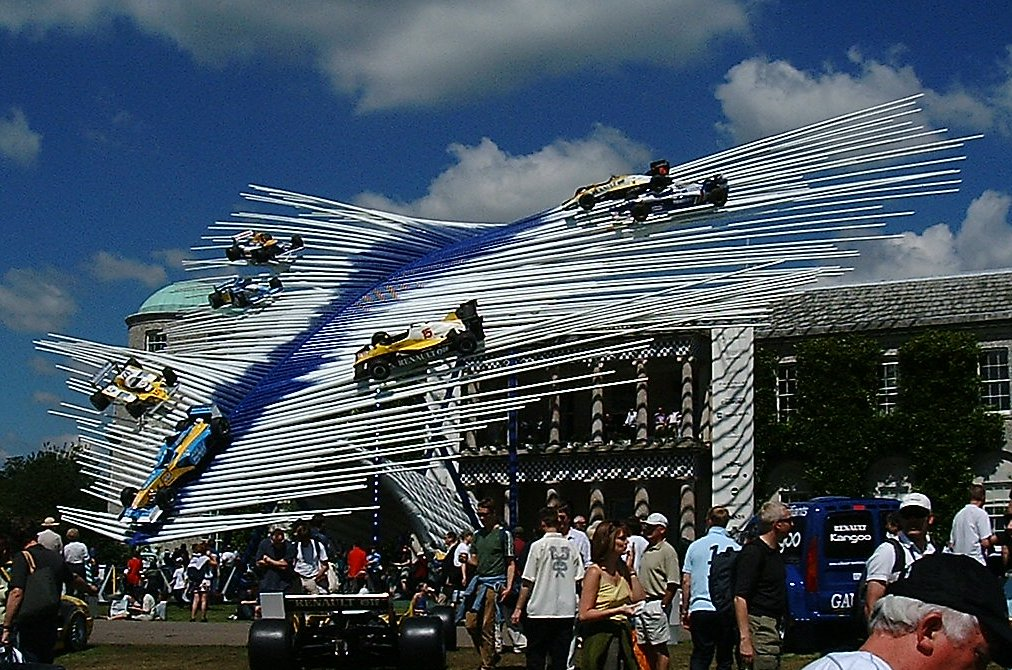
La Renault rileva la Benetton e fa il suo ritorno in massima serie come costruttore dopo 17 anni: l'ultima volta è stato nel 1985.

Dopo essere tornata come motorista e proprietaria di un team nel 2001, la Renault ufficializza il pieno rientro in Formula 1 come costruttore per la stagione 2002: la casa francese, che ha già partecipato dal 1977 al 1985, riappare quindi come team ufficiale nella massima serie dopo 17 anni, rilevando le quote societarie della Benetton, che cessò le attività dopo 17 stagioni, 2 mondiali piloti e 1 mondiale costruttori (tutti vinti con Michael Schumacher alla guida tra il 1994 e il 1995). Mike Gascoyne e Flavio Briatore vengono confermati dal nuovo team Renault rispettivamente nelle vesti di progettista e direttore sportivo.

### Piloti

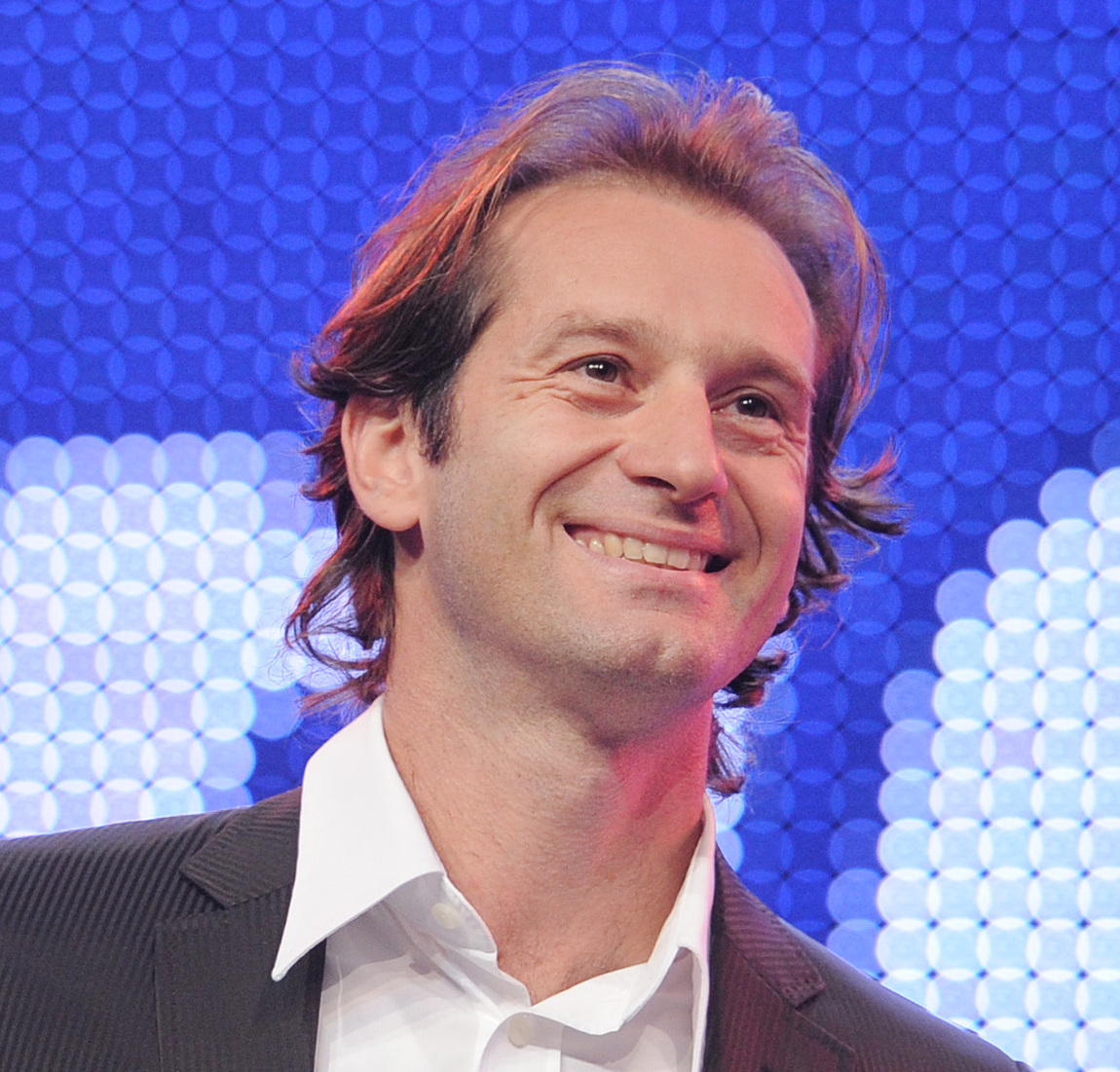
Jarno Trulli, qui in una foto del 2014, viene ingaggiato come pilota titolare nel neonato team Renault.

Il pilota inglese Jenson Button, dopo aver guidato per la Benetton nella passata stagione, viene riconfermato come prima guida del team. Giancarlo Fisichella, invece, non è riconfermato per il 2002 e si accasa alla Jordan; Il suo posto viene preso dall'abruzzese Jarno Trulli, di cui Briatore è anche il manager personale, proveniente proprio dalla scuderia irlandese. 
Quale pilota di riserva è stato invece ingaggiato un altro assistito di Briatore: lo spagnolo Fernando Alonso, reduce da una stagione passata in Minardi come pilota titolare e già collaudatore nella ex-Benetton nel 2001.

## Presentazione
La vettura è stata presentata il 27 gennaio 2002 presso la sede Renault di Viry-Châtillon, in Francia, Lo slogan della presentazione è 100% RENAULT, che testimonia il fatto che la vettura è interamente costruita dalla casa francese. Hanno presenziato i piloti titolari Button e Trulli, il collaudatore Alonso, il team manager Briatore, il progettista Gascoyne e il vice-presidente della Renault nonché CEO dell'omonimo team Patrick Faure che, intervistato al riguardo insieme a Briatore e Gascoyne, ha posto come obiettivo il quarto posto nei costruttori e la vittoria a partire dal campionato 2003

## Caratteristiche tecniche

### Telaio e aerodinamica
La nuova R202 non differenzia molto dalla Benetton B201 in termini di aerodinamica e telaio. Cambia però l'ala, ora ridisegnata con una forma "a cucchiaio" e collegata al muso da due piloni dritti e non più ad "ali di gabbiano" come nella passata stagione.

### Meccanica
Il motore che equipaggia la vettura francese è il Renault RS21 che, come da regolamento, è un V10, 3000 di cilindrata, ma con un angolo di ampiezza di 111° gradi contro i classici 90 delle altre squadre, il che permette di lavorare meglio sulla vettura abbassandone anche il baricentro; Questa nuova specifica dispone di oltre 800 CV e ha un regime di rotazione massimo di 17500 giri/minuto.
Anche il cambio a 6 marce + retromarcia, così come parte dell'elettronica, è costruito dalla Renault stessa mentre i freni e le centraline del propulsore sono forniti da Hitco e Magneti Marelli.

## Livrea e sponsor

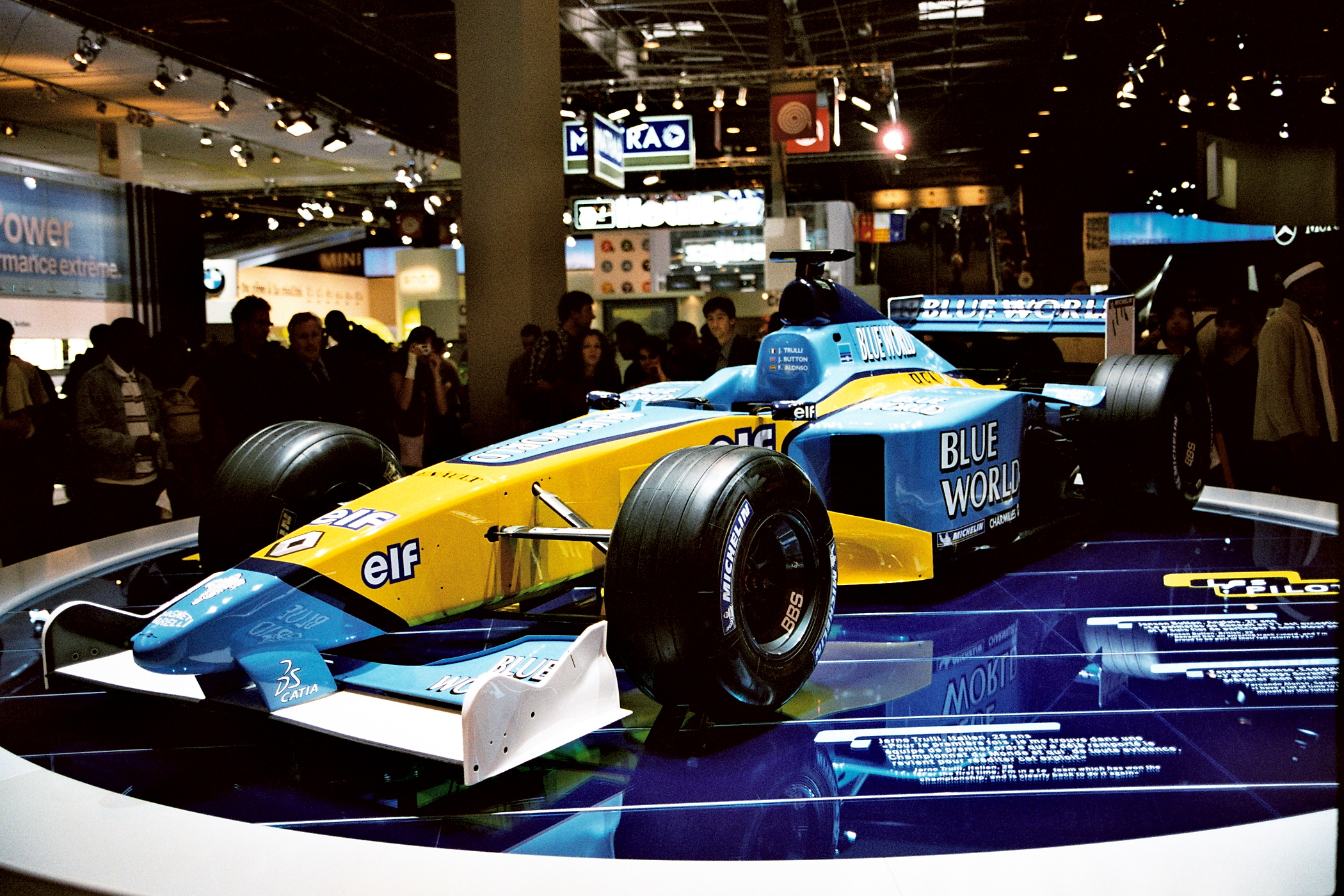
Livrea della Renault R202 su una Benetton B200

In occasione dei test pre-stagionali, la Renault si presenta con una livrea priva di sponsor e con i classici colori della casa transalpina bianco e giallo, che sono un chiaro riferimento alle vecchie monoposto Renault che hanno corso nell'era turbo tra la fine degli anni Settanta e gli inizi degli anni Ottanta.
Nei primi mesi del 2002, la Renault riesce a chiudere un accordo con il marchio di sigarette Mild Seven, già sponsor della Benetton dal 1994 fino alla chiusura diventando anche title sponsor e venendo iscritta al Mondiale come Mild Seven Renault F1 Team . Quindi, la livrea per la stagione viene totalmente rivoluzionata, e negli anni a venire sarà caratteristica le prossime vetture: nella parte anteriore il giallo è il colore principale ed è presente sulla cellula di sopravvivenza e sul muso, continuando poi fino alla parte posteriore fino a dividere il cofano motore dalle pance laterali, grazie anche ai margini di colore blu scuro.
L'altro colore dominante è il celeste a causa del già citato accordo con Mild Seven ed è presente sul cofano motore, sulle pance laterali, all'apice del muso e, in parte, sulla superficie della cellula di sopravvivenza, giusto davanti alla visuale del pilota. Altri colori presenti, ma in minor parte, sono il bianco (sull'ala anteriore e ai lati di quella posteriore) e il già citato blu scuro che si trova ai lati dell'airscope.
Gli altri sponsor presenti sulla vettura sono: Michelin, Elf, Magneti Marelli, Hanjin, Alpinestars e Renault.
Solo in occasione dei Gran Premi di Francia e Gran Bretagna a causa delle restrizioni sulle sponsorizzazioni di tabacco il logo Mild Seven non è presente sulla vettura, lasciandola con le pance laterali e il cofano motore vuote.

## Scheda tecnica
| Caratteristiche tecniche - Renault R202                | Caratteristiche tecniche - Renault R202                                                                    | Caratteristiche tecniche - Renault R202                                                                    | Caratteristiche tecniche - Renault R202                                                                    | Caratteristiche tecniche - Renault R202                                                                    | Caratteristiche tecniche - Renault R202                                                                    |
| Configurazione                                         | Configurazione                                                                                             | Configurazione                                                                                             | Configurazione                                                                                             | Configurazione                                                                                             | Configurazione                                                                                             |
| ------------------------------------------------------ | --- | --- | --- | --- | --- |
| Carrozzeria: monoposto                                 | Carrozzeria: monoposto                                                                                     | Posizione motore: posteriore                                                                               | Posizione motore: posteriore                                                                               | Trazione: posteriore                                                                                       | Trazione: posteriore                                                                                       |
| Dimensioni e pesi                                      | | | | | |
| Ingombri (lungh.×largh.×alt. in mm): 4600 × 1800 × 950 | Ingombri (lungh.×largh.×alt. in mm): 4600 × 1800 × 950                                                     | Ingombri (lungh.×largh.×alt. in mm): 4600 × 1800 × 950                                                     | Ingombri (lungh.×largh.×alt. in mm): 4600 × 1800 × 950                                                     | Diametro minimo sterzata:                                                                                  | Diametro minimo sterzata:                                                                                  |
| Interasse: 3100 mm                                     | Interasse: 3100 mm                                                                                         | Carreggiate: anteriore 1450 - posteriore 1400 mm                                                           | Carreggiate: anteriore 1450 - posteriore 1400 mm                                                           | Altezza minima da terra:                                                                                   | Altezza minima da terra:                                                                                   |
| Posti totali: 1                                        | Posti totali: 1                                                                                            | Bagagliaio:                                                                                                | Bagagliaio:                                                                                                | Serbatoio:                                                                                                 | Serbatoio:                                                                                                 |
| Masse                                                  | / in ordine di marcia: 600 kg                                                                              | / in ordine di marcia: 600 kg                                                                              | / in ordine di marcia: 600 kg                                                                              | / in ordine di marcia: 600 kg                                                                              | / in ordine di marcia: 600 kg                                                                              |
| Meccanica                                              | | | | | |
| Tipo motore: Renault RS22, 3.0 V10 111°                | Tipo motore: Renault RS22, 3.0 V10 111°                                                                    | Tipo motore: Renault RS22, 3.0 V10 111°                                                                    | Cilindrata: 3000 cm³                                                                                       | Cilindrata: 3000 cm³                                                                                       | Cilindrata: 3000 cm³                                                                                       |
| Distribuzione: pneumatica                              | Distribuzione: pneumatica                                                                                  | Distribuzione: pneumatica                                                                                  | Alimentazione: Iniezione elettronica digitale Magneti Marelli                                              | Alimentazione: Iniezione elettronica digitale Magneti Marelli                                              | Alimentazione: Iniezione elettronica digitale Magneti Marelli                                              |
| Prestazioni motore                                     | Potenza: > 800 CV                                                                                          | Potenza: > 800 CV                                                                                          | Potenza: > 800 CV                                                                                          | Potenza: > 800 CV                                                                                          | Potenza: > 800 CV                                                                                          |
| Accensione: elettronica Magneti Marelli statica        | Accensione: elettronica Magneti Marelli statica                                                            | Accensione: elettronica Magneti Marelli statica                                                            | Impianto elettrico: Magneti Marelli                                                                        | Impianto elettrico: Magneti Marelli                                                                        | Impianto elettrico: Magneti Marelli                                                                        |
| Frizione:                                              | Frizione:                                                                                                  | Frizione:                                                                                                  | Cambio: Renault, 6 marce e retromarcia (comando semiautomatico sequenziale a controllo elettronico)        | Cambio: Renault, 6 marce e retromarcia (comando semiautomatico sequenziale a controllo elettronico)        | Cambio: Renault, 6 marce e retromarcia (comando semiautomatico sequenziale a controllo elettronico)        |
| Telaio                                                 | | | | | |
| Corpo vettura                                          | materiali compositi, a nido d'ape con fibre di carbonio                                                    | materiali compositi, a nido d'ape con fibre di carbonio                                                    | materiali compositi, a nido d'ape con fibre di carbonio                                                    | materiali compositi, a nido d'ape con fibre di carbonio                                                    | materiali compositi, a nido d'ape con fibre di carbonio                                                    |
| Sospensioni                                            | anteriori: push-rod / posteriori: pull-rod                                                                 | anteriori: push-rod / posteriori: pull-rod                                                                 | anteriori: push-rod / posteriori: pull-rod                                                                 | anteriori: push-rod / posteriori: pull-rod                                                                 | anteriori: push-rod / posteriori: pull-rod                                                                 |
| Freni                                                  | anteriori: a disco autoventilanti in carbonio Hitco / posteriori: a disco autoventilanti in carbonio Hitco | anteriori: a disco autoventilanti in carbonio Hitco / posteriori: a disco autoventilanti in carbonio Hitco | anteriori: a disco autoventilanti in carbonio Hitco / posteriori: a disco autoventilanti in carbonio Hitco | anteriori: a disco autoventilanti in carbonio Hitco / posteriori: a disco autoventilanti in carbonio Hitco | anteriori: a disco autoventilanti in carbonio Hitco / posteriori: a disco autoventilanti in carbonio Hitco |
| Pneumatici                                             | Michelin / Cerchi: 13" AP Racing                                                                           | Michelin / Cerchi: 13" AP Racing                                                                           | Michelin / Cerchi: 13" AP Racing                                                                           | Michelin / Cerchi: 13" AP Racing                                                                           | Michelin / Cerchi: 13" AP Racing                                                                           |
| Fonte dei dati:                                        | | | | | |

## Piloti
| Piloti ufficiali       | Piloti ufficiali | Piloti ufficiali |
| Nazione                | Nome             | Numero           |
| ---------------------- | ---------------- | ---------------- |
| Regno Unito (bandiera) | Jenson Button    | 15               |
| Italia (bandiera)      | Jarno Trulli     | 14               |
| Piloti di riserva      |                  |                  |
| Nazione                | Nome             | Nome             |
| Spagna (bandiera)      | Fernando Alonso  | Fernando Alonso  |

## Stagione
La nuova R202 sembra rispettare i pronostici della vigilia, che la vedono quarta forza nel mondiale dietro a Ferrari, McLaren e Williams. In Australia, però, le due vetture si ritirano entrambe a distanza di otto giri: prima Button, che viene coinvolto in una carambola innescata da Rubens Barrichello e Ralf Schumacher alla partenza, poi Trulli che, dopo aver conquistato il secondo posto alla ripartenza, viene passato da Juan Pablo Montoya e va in testacoda all'ottavo giro. Nonostante ciò, la Renault si riscatta subito in Malesia, con Button che si qualifica ottavo e alla domenica chiude quarto, sfiorando anche il podio e portando la Renault (come team ufficiale) a punti per la prima volta dal Gran Premio del Belgio 1985, mentre Trulli si ritira ancora. 
Il britannico si ripete poi a Interlagos e Imola, mentre l'italiano colleziona cinque ritiri e un piazzamento fuori dai punti nelle prime sei gare, per poi trovare i primi punti in stagione solo a Monaco con un quarto posto, a cui si aggiunge un altro punto conquistato nel successivo appuntamento in Canada. Arrivano altri punti ad opera di Button al Nürburgring e nella gara di casa a Magny-Cours che issano il team al quarto posto in campionato con 15 punti totali, 5 in più fatti durante tutto il 2001 e con sei gare ancora da disputare. Nelle tre tappe successive però la monoposto non riesce più a conquistare punti.
Al rientro dalla pausa estiva comunque, la macchina migliora sensibilmente le proprie prestazioni, grazie alle quali i due piloti del team transalpino riescono ad arrivare entrambi a punti a Monza, per poi ripetersi col solo Trulli a Indianapolis e col solo Button nell'ultimo round dell'anno in Giappone.
Alla fine del primo campionato dal rientro come costruttore in Formula 1, la Renault raggiunge l'obiettivo quarto posto, lontana in classifica dalle prime tre, ma staccando di 12 lunghezze la diretta rivale Sauber giunta subito dietro.

## Risultati completi in Formula 1
| Anno | Team       | Motore               | Gomme | Piloti |     |     |     |   |    |     |     |    |   |     |     |     |     |     |   |   |     | Punti | Pos. |
| ---- | ---------- | -------------------- | ----- | ------ | --- | --- | --- | - | -- | --- | --- | -- | - | --- | --- | --- | --- | --- | - | - | --- | ----- | ---- |
| 2002 | Renault F1 | Renault RS22 3.0 V10 | M     | Trulli | Rit | Rit | Rit | 9 | 10 | Rit | 4   | 6  | 8 | Rit | Rit | Rit | 8   | Rit | 4 | 5 | Rit | 23    | 4º   |
| 2002 | Renault F1 | Renault RS22 3.0 V10 | M     | Button | Rit | 4   | 4   | 5 | 12 | 7   | Rit | 15 | 5 | 12  | 6   | Rit | Rit | Rit | 5 | 8 | 6   | 23    | 4º   |